# ويليام أندرو ارتشر
ويليام أندرو ارتشر (بالإنجليزية: William Andrew Archer)‏ هو عالم نبات أمريكي، ولد في 7 نوفمبر 1884 في توريون في المكسيك، وتوفي في 7 مايو 1973.